# Synkiv
Synkiv (en ukrainien Си́ньків) est un village de l’oblast de Ternopil en Ukraine. De 1947-91 il s'est appelé Bohdanivka (Богданівка).